# 2017년 태풍
이 문서에서는 2017년에 발생하는 태풍들의 활동에 대해 기록하였다. 2017년 4월 26일 발생한 태풍 무이파을 시작으로 27개의 태풍이 발생하였다. 이는 1981~2010년의 1년 태풍 발생 평균 기록인 25.6개보다 높은 수치이다.
태풍 이름 뒤에 (제명)이 붙은 이름은 인명 및 재산피해가 극심하거나, 또는 허리케인 및 사이클론의 이름과 중복되거나, 타 자연재해를 연상시킨다는 다양한 이유로 인해 아시아태풍위원회에서 최종 심사를 거쳐 태풍 이름 140개에서 제거가 된 것으로 더 이상 사용할 일이 없는 태풍 이름입니다.라는 뜻이다.

## 통계

### 월별 태풍 발생 개수
| -                                  | 1월       | 2월       | 3월       | 4월       | 5월       | 6월       | 7월       | 8월        | 9월        | 10월     | 11월       | 12월       |
| ---------------------------------- | --------- | --------- | --------- | --------- | --------- | --------- | --------- | ---------- | ---------- | -------- | ---------- | ---------- |
| 2017년                             | 0 (0)     | 0 (0)     | 0 (0)     | 1 (1)     | 0 (0)     | 1 (2)     | 8 (10)    | 5 (15)     | 4 (19)     | 3 (22)   | 3 (25)     | 2 (27)     |
| 30년 평균 1981년~2010년            | 0.3 (0.3) | 0.1 (0.4) | 0.3 (0.7) | 0.6 (1.3) | 1.0 (2.3) | 1.7 (4.0) | 3.6 (7.6) | 5.9 (13.5) | 4.9 (18.4) | 3.6 (22) | 2.3 (24.3) | 1.2 (25.6) |
| - 괄호 안의 숫자는 누적 태풍 수임. |           |           |           |           |           |           |           |            |            |          |            |            |

### 태풍 이름
| - 제1호 무이파 (1701) - 제2호 므르복 (1702) - 제3호 난마돌 (1703) - 제4호 탈라스 (1704) - 제5호 노루 (1705) - 제6호 꿀랍 (1706) - 제7호 로키 (1707) - 제8호 선까 (1708) | - 제9호 네삿 (1709) - 제10호 하이탕 (1710) - 제11호 날개 (1711) - 제12호 바냔 (1712) - 제13호 하토 (1713) - 제14호 파카르 (1714) - 제15호 상우 (1715) - 제16호 미와르 (1716) | - 제17호 구촐 (1717) - 제18호 탈림 (1718) - 제19호 독수리 (1719) - 제20호 카눈 (1720) - 제21호 란 (1721) - 제22호 사올라 (1722) - 제23호 담레이 - 제24호 하이쿠이 (1724) | - 제25호 기러기 (1725) - 제26호 카이탁 (1726) - 제27호 덴빈 (1727) |

## 활동한 태풍

### 제1호 태풍 무이파
2017년 제1호 태풍 무이파(MUIFA)는 4월 26일 오전 9시에 중심기압 1002hPa, 최대풍속 18m/s, 강풍 반경 250km, 크기 '소형'의 열대폭풍으로 미국 괌 서쪽 약 990km 부근 해상에서 발생하였다.(일본 기상청 태풍정보 속보치 기준) 발생 이후 추가로 발달하지 않고, 서북~-진하다가 일본 기상청 태풍정보 기준으로는 4월 28일 오후 9시에 기상청 태풍정보 기준으로는 4월 28일에 열대저압부로 소멸했다. 무이파는 마카오에서 제출한 이름으로 매화를 의미한다. 무이파는 바다만 짧게 지나가 피해자가 없었다.

### 제2호 태풍 므르복
2017년 제2호 태풍 므르복(MERBOK)은 6월 11일 오후 3시에 중심기압 1002hPa, 최대풍속 18m/s, 강풍 반경 110km, 크기 '소형'의 열대폭풍으로 필리핀 마닐라 서북서쪽 약 540km 부근 해상에서 발생하였다.(일본 기상청 태풍정보 속보치 기준) 발생 이후 북북서~북진하면서 발달하였고, 6월 12일 오후 9시에 중국 홍콩 남동쪽 약 60km 부근 해상에서 중심기압 990hPa, 최대풍속 25m/s, 강풍 반경 170km의 세력 '중', 크기 '소형'(일본 기상청 태풍정보 속보치 기준)의 강한 열대폭풍으로 최성기를 맞이한 상태로 중국 홍콩 부근 육상에 상륙하였다. 중국 홍콩 부근 육상에 상륙한 이후로 급약화되어서 일본 기상청 태풍정보 기준으로는 6월 13일 오전 9시에 중국 홍콩 북북동쪽 약 170km 부근 육상에서 중심기압 1002hPa의 열대저압부로 소멸하였다. 한국 기상청 태풍정보 기준으로는 6월 13일 오후 3시에 중국 홍콩 북북동쪽 약 340km 부근 육상에서 중심기압 1004hPa의 열대저압부로 소멸하였다. 므르복은 말레이시아에서 제출한 이름으로 점박이목 비둘기를 의미한다.

### 제3호 태풍 난마돌
2017년 제3호 태풍 난마돌(NANMADOL)은 7월 2일 오전 9시에 중심기압 1002hPa, 최대풍속 18m/s, 강풍 반경 150km, 크기 '소형'의 열대폭풍으로 대만 타이베이 남동쪽 약 760km 부근 해상에서 발생하였다.(일본 기상청 태풍정보 속보치 기준) 발생 이후 북북서~북북동진하면서 발달하였고, 7월 3일 오후 3시에 일본 오키나와 서북서쪽 약 340km 부근 해상에서 중심기압 985hPa, 최대풍속 28m/s, 강풍 반경 190km(동쪽 반경)의 세력 '중', 크기 '소형'(일본 기상청 태풍정보 속보치 기준)의 강한 열대폭풍으로 최성기를 맞이한 상태로 7월 4일 오전 8시에 일본 규슈 나가사키시 부근 육상에 상륙하였다. 일본 규슈와 시코쿠섬, 혼슈에 상륙 뒤에 서서히 약화되었고, 한국 기상청 태풍정보 기준으로는 7월 5일 오전 3시에 일본 도쿄 동쪽 약 240km 부근 해상에서 중심기압 998hPa의 열대저압부로 소멸하였다. 일본 기상청 태풍정보 기준으로는 온대저기압화가 진행되어서 7월 5일 오전 9시에 일본 도쿄 동쪽 약 560km 부근 해상에서 중심기압 994hPa의 온대저기압으로 변질되었다. 태풍 난마돌의 영향으로 일본 고치현 무로토 곶에서 7월 4일 오후 2시 49분에 순간최대풍속 45.0m/s를 기록하였다. 난마돌은 미크로네시아에서 제출한 이름으로 유명한 유적지의 이름이다. 일본에서 무려 41명의 사망자와 20억 달러 이상의 매우 큰 재산 피해를 입혔다.

### 제4호 태풍 탈라스
2017년 제4호 태풍 탈라스(TALAS)는 7월 15일 오후 3시에 중심기압 998hPa, 최대풍속 18m/s, 강풍 반경 440km, 크기 '중형'의 열대폭풍으로 중국 잔장 남남동쪽 약 520km 부근 해상에서 발생하였다.(일본 기상청 태풍정보 속보치 기준) 발생 이후 서북서진하면서 발달하였고, 7월 16일 오후 9시에 베트남 하노이 남남동쪽 약 310km 부근 해상에서 중심기압 990hPa, 최대풍속 25m/s, 강풍 반경 440km(남동쪽 반경)의 세력 '중', 크기 '중형'(일본 기상청 태풍정보 속보치 기준)의 강한 열대폭풍으로 최성기를 맞이하였다. 7월 17일 오전 3시경 최성기에서 조금 약화된 중심기압 990hPa, 최대풍속 23m/s(일본 기상청 태풍정보 속보치 기준)의 세력으로 베트남 하노이 부근 육상에 상륙하였다. 베트남 하노이 부근 육상에 상륙한 뒤 빠르게 서진하며 급약화되어서, 7월 17일 오후 6시에 베트남 하노이 서남서쪽 약 580km 부근 육상에서 중심기압 996hPa의 열대저압부로 소멸하였다.(한국 기상청 기준으로는 중심기압 1000hPa) 탈라스는 필리핀에서 제출한 이름으로 날카로움을 의미한다.

### 제5호 태풍 노루
2017년 제5호 태풍 노루(NORU)는 7월 21일 오전 9시에 중심기압 1008hPa, 최대풍속 18m/s, 강풍 반경 220km, 크기 '소형'의 열대폭풍으로 일본 도쿄 동남동쪽 약 1,950km 부근 해상에서 발생하였다.(일본 기상청 태풍정보 속보치 기준) 발생 이후 태풍 꿀랍과의 후지와라 효과로 1바퀴 도는 등 이상진로를 보였다. 그 이후로는 오가사와라 제도를 통과하면서 남남서진했다가 급발달을 해서, 7월 31일 오후 9시에 일본 도쿄 남쪽 약 1,400km 부근 해상에서 중심기압 935hPa, 최대풍속 51m/s, 강풍 반경 280km의 세력 '매우 강', 크기 '소형'(일본 기상청 태풍정보 속보치 기준)의 태풍으로 최성기를 맞이하였다. 최성기 이후로는 서북서~북서진하며 서서히 약화되어갔고, 8월 5일 오후 9시에 일본 가고시마 부근 해상에서 북동진으로 전향하였다. 북동진으로 전향한 이후, 8월 7일 오후 3시 30분경에 중심기압 975hPa, 최대풍속 28m/s(일본 기상청 태풍정보 속보치 기준)의 세력으로 일본 와카야마현 북부에 상륙하였다. 일본에 상륙한 이후로는 급약화되어가면서 동해상으로 진출하였고, 한국 기상청 기준으로는 8월 8일 오후 3시에 일본 도쿄 북북서쪽 약 210km 부근 육상에서 중심기압 992hPa의 열대저압부로 소멸하였다. 일본 기상청 기준으로는 8월 9일 오전 3시에 일본 도쿄 북서쪽 약 450km 부근 해상에서 중심기압 992hPa의 온대저기압으로 변질되었다. 노루는 대한민국에서 제출한 이름으로 노루를 의미한다.

### 제6호 태풍 꿀랍
2017년 제6호 태풍 꿀랍(KULAP)은 7월 21일 오후 3시에 중심기압 1008hPa, 최대풍속 18m/s, 강풍 반경 330km(북쪽 반경), 크기 '중형'의 열대폭풍으로 일본 도쿄 동남동쪽 약 3,620km 부근 해상에서 발생하였다.(일본 기상청 태풍정보 속보치 기준) 발생 이후 서북서~서진하며 미미하게 발달해서 7월 23일 오후 3시에 일본 도쿄 동쪽 약 2,550km 부근 해상에서 중심기압 1002hPa, 최대풍속 21m/s, 강풍 반경 330km(북쪽 반경)의 세력 '약', 크기 '중형'(일본 기상청 태풍정보 속보치 기준)의 열대폭풍으로 최성기를 맞이하였다. 최성기 이후에는 서~서북서진하다 태풍 노루와의 후지와라 효과로 약화되어서 7월 25일 오후 9시에 일본 도쿄 동남동쪽 약 1,330km 부근 해상에서 중심기압 1004hPa의 열대저압부으로 소멸하였다.(한국 기상청 기준으로는 중심기압 1002hPa) 꿀랍은 태국에서 제출한 이름으로 장미를 의미한다.

### 제7호 태풍 로키
2017년 제7호 태풍 로키(ROKE)는 7월 22일 오후 3시에 중심기압 1004hPa, 최대풍속 18m/s, 강풍 반경 60km, 크기 '소형'의 열대폭풍으로 대만 타이베이 남남서쪽 약 510km 부근 해상에서 발생하였다.(일본 기상청 태풍정보 속보치 기준) 발생 이후 서~서북서진하면서 미미하게 발달해서, 7월 22일 오후 9시에 대만 타이베이 남서쪽 약 520km 부근 해상에서 중심기압 1002hPa, 최대풍속 18m/s, 강풍 반경 60km의 세력 '약', 크기 '소형'(일본 기상청 태풍정보 속보치 기준)의 열대폭풍으로 최성기를 맞이하였다. 최성기 세력을 유지하다가 7월 23일 12시에 최성기에서 미미하게 약화된 중심기압 1004hPa, 최대풍속 18m/s(일본 기상청 태풍정보 속보치 기준)의 세력으로 중국 홍콩 부근 육상에 상륙한 뒤 7월 23일 오후 3시에 중국 홍콩 북북서쪽 약 180km 부근 육상에서 중심기압 1004hPa의 열대저압부로 소멸하였다.(한국 기상청 기준으로는 중심기압 1002hPa) 로키는 미국에서 제출한 이름으로  차모로어 남자 이름이다.

### 제8호 태풍 선까
2017년 제8호 태풍 선까(SONCA)는 7월 23일 오후 3시에 중심기압 1000hPa, 최대풍속 18m/s, 강풍 반경 60km, 크기 '소형'의 열대폭풍으로 중국 잔장 남남동쪽 약 410km 부근 해상에서 발생하였다.(일본 기상청 태풍정보 속보치 기준) 발생 이후 서~서남서진하면서 미미하게 발달해서, 7월 25일 오전 3시에 베트남 다낭 동북동쪽 약 190km 부근 해상에서 중심기압 994hPa, 최대풍속 18m/s, 강풍 반경 110km의 세력 '약', 크기 '소형'(일본 기상청 태풍정보 속보치 기준)의 열대폭풍으로 최성기를 맞이하였다. 최성기 세력을 유지하며 계속 서~서남서진해서 7월 25일 오후 6시에 중심기압 994hPa, 최대풍속 18m/s(일본 기상청 태풍정보 속보치 기준)의 세력으로 베트남 꽝찌성 조린 현 부근 육상에 상륙한 뒤 일본 기상청 기준으로는 7월 25일 오후 9시에 베트남 다낭 서북서쪽 약 210km 부근 육상에서 중심기압 998hPa의 열대저압부로 소멸하였다. 한국 기상청 기준으로는 7월 26일 오전 3시에 베트남 다낭 서쪽 약 400km 부근 육상에서 중심기압 1002hPa의 열대저압부로 소멸하였다. 선까는 베트남에서 제출한 이름으로 새의 한 종류를 의미한다.

### 제9호 태풍 네삿
2017년 제9호 태풍 네삿(NESAT)은 7월 26일 오후 3시에 중심기압 996hPa, 최대풍속 21m/s, 강풍 반경 280km(남쪽 반경), 크기 '소형'의 열대폭풍으로 필리핀 마닐라 동북동쪽 약 770km 부근 해상에서 발생하였다.(일본 기상청 태풍정보 속보치 기준) 발생 이후 북북서~북진하면서 발달하였고, 7월 29일 오전 3시에 대만 타이베이 남남동쪽 약 430km 부근 해상에서 중심기압 960hPa, 최대풍속 41m/s, 강풍 반경 390km(남쪽 반경)의 세력 '강', 크기 '중형'(일본 기상청 태풍정보 속보치 기준)의 태풍으로 최성기를 맞이했고, 7월 29일 오후 9시에 중심기압 960hPa, 최대풍속 41m/s(일본 기상청 태풍정보 속보치 기준)의 세력으로 대만 타이베이 남남동쪽 약 70km 부근 육상에 상륙하였다. 대만을 관통하고 나서 7월 30일 오전 9시에 중심기압 985hPa, 최대풍속 25m/s(일본 기상청 태풍정보 속보치 기준)의 세력으로 중국 푸젠성에 재상륙하였고, 중국 상륙 이후로 급약화되어서, 한국 기상청 태풍정보 기준으로는 7월 30일 오후 9시에 중국 푸저우 서쪽 약 230km 부근 육상에서 중심기압 992hPa의 열대저압부로 소멸하였다. 일본 기상청 태풍정보 기준으로는 7월 31일 오전 3시에 중국 푸저우 남서쪽 약 350km 부근 육상에서 중심기압 992hPa의 열대저압부로 소멸하였다. 네삿은 캄보디아에서 제출한 이름으로 낚시를 의미한다.

### 제10호 태풍 하이탕
2017년 제10호 태풍 하이탕(HAITANG)은 7월 29일 오후 3시에 중심기압 992hPa, 최대풍속 21m/s, 강풍 반경 440km(남쪽 반경), 크기 '중형'의 열대폭풍으로 중국 홍콩 남동쪽 약 530km 부근 해상에서 발생하였다.(일본 기상청 태풍정보 속보치 기준) 발생 이후 동북동~북동진하면서 발달하였고, 7월 30일 오후 9시에 중심기압 985hPa, 최대풍속 23m/s, 강풍 반경 440km(남쪽 반경)의 세력 '중', 크기 '중형'(일본 기상청 태풍정보 속보치 기준)의 강한 열대폭풍으로 최성기를 맞이한 상태로 대만 타이베이 남남서쪽 약 270km 부근 육상(대만 가오슝 부근 육상)에 상륙하였다. 대만을 관통한 이후로 약화되어 가면서 7월 31일 오전 9시에 중심기압 992hPa, 최대풍속 18m/s(일본 기상청 태풍정보 속보치 기준)의 세력으로 중국 푸저우 서남서쪽 약 30km 부근 육상에 재상륙한 뒤에는 더더욱 급약화되어서 7월 31일 오후 3시에 중국 푸저우 서북서쪽 약 180km 부근 육상에서 중심기압 992hPa의 열대저압부로 소멸하였다.(한국 기상청 기준으로는 중심기압 994hPa) 하이탕은 중국에서 제출한 이름으로 해당화를 의미한다.

### 제11호 태풍 날개
2017년 제11호 태풍 날개(NALGAE)는 8월 2일 오전 9시에 중심기압 998hPa, 최대풍속 18m/s, 강풍 반경 330km(남쪽 반경), 크기 '중형'의 열대폭풍으로 일본 도쿄 동남동쪽 약 2,720km 부근 해상에서 발생하였다.(일본 기상청 태풍정보 속보치 기준) 발생 이후 북북서~북진하며 미미하게 발달해서 8월 6일 오전 3시에 일본 삿포로 동남동쪽 약 1,740km 부근 해상에서 중심기압 990hPa, 최대풍속 23m/s, 강풍 반경 390km(북동쪽 반경)의 세력 '약', 크기 '중형'(일본 기상청 태풍정보 속보치 기준)의 열대폭풍으로 최성기를 맞이한 뒤에 바로 8월 6일 오전 9시에 일본 삿포로 동쪽 약 1,500km 부근 해상에서 중심기압 990hPa의 온대저기압으로 변질되었다.(한국 기상청 기준으로는 중심기압 992hPa) 날개는 북한에서 제출한 이름으로 날개를 의미한다.

### 제12호 태풍 바냔
2017년 제12호 태풍 바냔(BANYAN)은 8월 11일 오후 9시에 중심기압 1004hPa, 최대풍속 18m/s, 강풍 반경 170km, 크기 '소형'의 열대폭풍으로 미국 괌 동쪽 약 2,530km 부근 해상에서 발생하였다.(일본 기상청 태풍정보 속보치 기준) 발생 이후 북북서~북진하며 급발달해서 8월 13일 오전 9시에 미국 괌 동북동쪽 약 2,210km 부근 해상에서 중심기압 970hPa, 최대풍속 39m/s, 강풍 반경 170km의 세력 '강', 크기 '소형'(일본 기상청 태풍정보 속보치 기준)의 태풍으로 최성기를 맞이하였다. 최성기 이후 북북서~북북동진하며 온대저기압화가 진행되어서 8월 17일 오후 3시에 러시아 사할린 동남동쪽 약 2,680km 부근 해상에서 중심기압 996hPa의 온대저기압으로 변질되었다. 바냔은 홍콩에서 제출한 이름으로 나무의 한 종류를 의미한다.

### 제13호 태풍 하토(제명)
2017년 제13호 태풍 하토(HATO)는 8월 20일 오후 3시에 중심기압 998hPa, 최대풍속 18m/s, 강풍 반경 280km, 크기 '소형'의 열대폭풍으로 필리핀 마닐라 북동쪽 약 940km 부근 해상에서 발생하였다.(일본 기상청 태풍정보 속보치 기준) 발생 이후 서~서북서진하면서 발달하였고, 8월 23일 오후 3시에 중국 홍콩 서쪽 약 150km 부근 육상에서 중심기압 960hPa, 최대풍속 41m/s, 강풍 반경 330km(남쪽 반경)의 세력 '강', 크기 '중형'(일본 기상청 태풍정보 속보치 기준)의 태풍으로 최성기를 맞이한 상태로 상륙하였다. 중국에 상륙한 이후로 급약화되어서, 8월 24일 오후 3시에 베트남 하노이 북쪽 약 290km 부근 육상에서 중심기압 996hPa의 열대저압부로 소멸하였다.(한국 기상청 기준으로는 중심기압 998hPa) 하토는 일본에서 제출한 이름으로 별자리 중에서 비둘기자리를 의미한다. 태풍 하토는 중국, 홍콩, 마카오에 큰 피해를 남겨 일본어로 살쾡이자리를 의미하는 야마네코로 제명되었다.

### 제14호 태풍 파카르
2017년 제14호 태풍 파카르(PAKHAR)는 8월 25일 오전 3시에 중심기압 1000hPa, 최대풍속 18m/s, 강풍 반경 280km, 크기 '소형'의 열대폭풍으로 필리핀 마닐라 동북동쪽 약 450km 부근 해상에서 발생하였다.(일본 기상청 태풍정보 속보치 기준) 발생 이후 서~북서진하면서 필리핀을 관통하였다가 남중국해에 진출하면서 발달하였고, 8월 27일 오전 9시에 중국 홍콩 남서쪽 약 70km 부근 해상에서 중심기압 985hPa, 최대풍속 28m/s, 강풍 반경 440km(남동쪽 반경)의 세력 '중', 크기 '중형'(일본 기상청 태풍정보 속보치 기준)의 강한 열대폭풍으로 최성기를 맞이한 뒤에 중국 홍콩 부근 육상에 상륙하였다. 중국 상륙 이후로 급약화되어서, 한국 기상청 태풍정보 기준으로는 8월 27일 오후 9시에 중국 잔장 북쪽 약 260km 부근 육상에서 중심기압 998hPa의 열대저압부로 소멸하였다. 일본 기상청 태풍정보 기준으로는 8월 28일 오전 3시에 중국 잔장 북서쪽 약 417km 부근 육상에서 중심기압 1002hPa의 열대저압부로 소멸하였다. 파카르는 라오스에서 제출한 이름으로 메콩강에 서식하는 민물고기 중 한 종류를 의미한다.

### 제15호 태풍 상우
2017년 제15호 태풍 상우(SANVU)는 8월 28일 오후 3시에 중심기압 994hPa, 최대풍속 18m/s, 강풍 반경 330km, 크기 '중형'의 열대폭풍으로 미국 괌 북북동쪽 약 740km 부근 해상에서 발생하였다.(일본 기상청 태풍정보 속보치 기준) 발생 이후 북북서~거의 정체하면서 발달하였고, 9월 1일 오전 9시에 일본 도쿄 남남동쪽 약 960km 부근 해상(오가사와라 제도)에서 중심기압 955hPa, 최대풍속 41m/s, 강풍 반경 950km(동쪽 반경)의 세력 '강', 크기 '대형'(일본 기상청 태풍정보 속보치 기준)의 태풍으로 최성기를 맞이하였다. 최성기 이후에는 오가사와라 제도에서 벗어나면서 북동진하며 온대저기압화가 진행되어가면서 약화되었고, 9월 3일 오후 9시에 러시아 사할린 동남동쪽 약 1,070km 부근 해상에서 중심기압 964hPa의 온대저기압으로 변질되었다.(한국 기상청 기준으로는 중심기압 975hPa) 상우는 마카오에서 제출한 이름으로 산호를 의미한다.

### 제16호 태풍 마와르
2017년 제16호 태풍 마와르(MAWAR)는 9월 1일 오전 3시에 중심기압 998hPa, 최대풍속 18m/s, 강풍 반경 330km(북동쪽 반경), 크기 '중형'의 열대폭풍으로 중국 홍콩 동남동쪽 약 540km 부근 해상에서 발생하였다.(일본 기상청 태풍정보 속보치 기준) 발생 이후 서~북북서진 및 거의 정체하면서 발달하였고, 9월 2일 오전 9시에 중국 산터우 남남동쪽 약 240km 부근 해상에서 중심기압 990hPa, 최대풍속 25m/s, 강풍 반경 280km(남동쪽 반경)의 세력 '중', 크기 '소형'(일본 기상청 태풍정보 속보치 기준)의 강한 열대폭풍으로 최성기를 맞이한 뒤에 9월 3일 밤늦게 중국 홍콩 부근 육상에 상륙하였다. 중국 상륙 이후로 급약화되어서, 한국 기상청 태풍정보 기준으로는 9월 4일 오전 3시에 중국 홍콩 북동쪽 약 150km 부근 육상에서 중심기압 1000hPa의 열대저압부로 소멸하였다. 일본 기상청 태풍정보 기준으로는 9월 4일 오전 9시에 중국 홍콩 북동쪽 약 84km 부근 육상에서 중심기압 1004hPa의 열대저압부로 소멸하였다. 마와르는 말레이시아에서 제출한 이름으로 장미를 의미한다.

### 제17호 태풍 구촐
2017년 제17호 태풍 구촐(GUCHOL)은 9월 6일 오전 9시에 중심기압 1000hPa, 최대풍속 18m/s, 강풍 반경 220km, 크기 '소형'의 열대폭풍으로 대만 타이베이 남남서쪽 약 550km 부근 해상에서 발생하였다.(일본 기상청 태풍정보 속보치 기준) 발생 이후 더 발달하지 않고, 서북서~북북서진하다가 바로 약화되면서 한국 기상청 태풍정보 기준으로는 9월 7일 0시에 대만 타이베이 남남서쪽 약 400km 부근 해상에서 중심기압 1002hPa의 열대저압부로 소멸하였다. 일본 기상청 태풍정보 기준으로는 9월 7일 오전 3시에 대만 타이베이 남서쪽 약 430km 부근 해상에서 중심기압 1006hPa의 열대저압부로 소멸하였다. 구촐은 미크로네시아에서 제출한 이름으로 향신료를 의미한다.

### 제18호 태풍 탈림
2017년 제18호 태풍 탈림(TALIM)은 9월 9일 오후 9시에 중심기압 1004hPa, 최대풍속 18m/s, 강풍 반경 110km, 크기 '소형'의 열대폭풍으로 미국 괌 북서쪽 약 250km 부근 해상에서 발생하였다.(일본 기상청 태풍정보 속보치 기준) 발생 이후 서북서진하며 발달해서, 9월 14일 오전 9시에 일본 오키나와 서쪽 약 320km 부근 해상에서 중심기압 935hPa, 최대풍속 49m/s, 강풍 반경 390km의 세력 '매우 강', 크기 '중형'(일본 기상청 태풍정보 속보치 기준)의 태풍으로 최성기를 맞이하였다. 최성기 이후로는 북쪽 찬공기로 인해 정체하다 급약화 되면서, 9월 17일 오전 10시 20분경에 중심기압 975hPa, 최대풍속 31m/s(일본 기상청 태풍정보 속보치 기준)의 세력으로 일본 규슈 남부 해안(가고시마현)에 상륙하였다. 일본에 상륙한 이후로는 빠른 속도로 북동진하며 온대저기압화가 진행되면서 동해상으로 진출하였고, 한국 기상청 기준으로는 9월 18일 오전 9시에 일본 부산 남서쪽 약 220km 부근 해상에서 중심기압 975hPa의 온대저기압으로 변질되었다. 일본 기상청 기준으로는 9월 18일 오후 9시에 일본 삿포로 북동쪽 약 450km 부근 육상에서 중심기압 976hPa의 온대저기압으로 변질되었다. 탈림은 필리핀에서 제출한 이름으로 날카로운 가장자리를 의미한다.

### 제19호 태풍 독수리
2017년 제19호 태풍 독수리(DOKSURI)는 9월 12일 오후 9시에 중심기압 998hPa, 최대풍속 18m/s, 강풍 반경 170km, 크기 '소형'의 열대폭풍으로 필리핀 마닐라 서북서쪽 약 170km 부근 해상에서 발생하였다.(일본 기상청 태풍정보 속보치 기준) 발생 이후 서~서북서진하면서 급발달하였고, 9월 15일 오전 9시에 베트남 다낭 북북서쪽 약 220km 부근 해상에서 중심기압 955hPa, 최대풍속 41m/s, 강풍 반경 390km(북쪽 반경)의 세력 '강', 크기 '중형'(일본 기상청 태풍정보 속보치 기준)의 태풍으로 최성기를 맞이하였다. 최성기 세력으로 베트남에 상륙한 이후로는 급약화되어서, 9월 16일 오전 9시에 베트남 하노이 서남서쪽 약 560km 부근 육상에서 중심기압 1002hPa의 열대저압부로 소멸하였다.(한국 기상청 기준으로는 중심기압 998hPa) 독수리는 대한민국에서 제출한 이름으로 독수리를 의미한다. 태풍 나비가 제명된 이름이다.

### 제20호 태풍 카눈
2017년 제20호 태풍 카눈(KHANUN)은 10월 12일 오후 9시에 중심기압 996hPa, 최대풍속 18m/s, 강풍 반경 440km(북서쪽 반경), 크기 '중형'의 열대폭풍으로 필리핀 마닐라 북동쪽 약 470km 부근 해상에서 발생하였다.(일본 기상청 태풍정보 속보치 기준) 발생 이후 서북서~서진하면서 필리핀을 관통하였다가 남중국해에 진출하면서 서남서~서북서진하면서 급발달하였고, 10월 15일 오후 9시에 중국 잔장 동남동쪽 약 160km 부근 해상에서 중심기압 950hPa, 최대풍속 41m/s, 강풍 반경 560km(북쪽 반경)의 세력 '강', 크기 '대형'(일본 기상청 태풍정보 속보치 기준)의 태풍으로 최성기를 맞이한 뒤에 10월 16일 오전 3시에 중심기압 965hPa, 최대풍속 36m/s(일본 기상청 태풍정보 속보치 기준)의 세력으로 중국 레이저우반도에 상륙하였다. 중국 레이저우반도 상륙 이후 통킹만에 진출할 때는 급약화되어서, 10월 16일 오후 3시에 중국 잔장 남서쪽 약 140km 부근 해상(통킹만)에서 중심기압 1004hPa의 열대저압부로 소멸하였다.(한국 기상청 기준으로는 중심기압 1002hPa) 카눈은 태국에서 제출한 이름으로 열대 과일의 한 종류를 의미한다.

### 제21호 태풍 란
2017년 제21호 태풍 란(LAN)은 10월 16일 오전 3시에 중심기압 1000hPa, 최대풍속 18m/s, 강풍 반경 170km, 크기 '소형'의 열대폭풍으로 팔라우 북동쪽 약 300km 부근 해상에서 발생하였다.(일본 기상청 태풍정보 속보치 기준) 발생 이후 서북서~북북서진하면서 크기를 불려가며 발달해서, 10월 21일 오전 3시에 일본 오키나와 남남동쪽 약 690km 부근 해상에서 중심기압 915hPa, 최대풍속 50m/s, 강풍 반경 950km의 세력 '매우 강', 크기 '초대형'(일본 기상청 태풍정보 속보치 기준)의 태풍으로 최성기를 맞이하였다. 최성기 때부터 북북동진으로 전향한 뒤, 서서히 약화되어가면서 일본을 향해 이동하였고, 10월 23일 오전 3시에 중심기압 955hPa, 최대풍속 39m/s, 강풍 반경 500km(서쪽 반경)의 세력 '매우 강', 크기 '초대형'(일본 기상청 태풍정보 속보치 기준)의 태풍으로 일본 도쿄 서남서쪽 약 170km 부근 육상(일본 시즈오카현 오마에자키 부근 육상)에 상륙하였다. 일본에 상륙한 이후에는 온대저기압화가 급격하게 진행되어서, 한국 기상청 기준으로는 10월 23일 오전 9시에 일본 센다이 남남동쪽 약 130km 부근 해상에서 중심기압 965hPa의 온대저기압으로 변질되었다. 일본 기상청 기준으로는 10월 23일 오후 3시에 일본 센다이 북동쪽 약 526km 부근 해상에서 중심기압 970hPa의 온대저기압으로 변질되었다. 태풍 란은 일본 기상청 기준으로 강풍 반경이 초대형이었기 때문에 10월 22일에 한반도에도 직접 영향을 주었다. 일본 시즈오카현 오마에자키에서 10월 23일 오전 2시 56분에 최저해면기압 952.6hPa을 기록하였다. 란은 미국에서 제출한 이름(마셜 군도 원주민어)으로 스톰(폭풍)을 의미한다.

### 제22호 태풍 사올라
2017년 제22호 태풍 사올라(SAOLA)는 10월 24일 오후 3시에 중심기압 1000hPa, 최대풍속 18m/s, 강풍 반경 280km, 크기 '소형'의 열대폭풍으로 미국 괌 서남서쪽 약 450km 부근 해상에서 발생하였다.(일본 기상청 태풍정보 속보치 기준) 발생 이후 서북서~북서진하며 발달해서, 10월 28일 오전 9시에 일본 오키나와 남동쪽 약 90km 부근 해상에서 중심기압 975hPa, 최대풍속 31m/s, 강풍 반경 440km(북쪽 반경)의 세력 '중', 크기 '중형'(일본 기상청 태풍정보 속보치 기준)의 태풍으로 최성기를 맞이하였다. 최성기 세력을 유지하면서 북동진했고, 북동진 도중에 온대저기압화가 급속하게 진행되어서, 한국 기상청 기준으로는 10월 29일 오후 9시에 일본 도쿄 남동쪽 약 150km 부근 해상에서 중심기압 985hPa의 온대저기압으로 변질되었다. 일본 기상청 기준으로는 10월 30일 0시에 일본 도쿄 북동쪽 약 456km 부근 해상에서 중심기압 980hPa의 온대저기압으로 변질되었다. 사올라는 베트남에서 제출한 이름으로 베트남에서 발견되는 소과의 희귀동물이다.

### 제23호 태풍 담레이
2017년 제23호 태풍 담레이(DAMREY)는 11월 2일 오전 9시에 중심기압 1000hPa, 최대풍속 18m/s, 강풍 반경 170km, 크기 '소형'의 열대폭풍으로 필리핀 마닐라 서남서쪽 약 440km 부근 해상에서 발생하였다.(일본 기상청 태풍정보 속보치 기준) 발생 이후 서진하면서 급발달했고, 11월 3일 오후 3시에 베트남 호치민 동북동쪽 약 690km 부근 해상에서 중심기압 970hPa, 최대풍속 36m/s, 강풍 반경 440km(북서쪽 반경)의 세력 '강', 크기 '중형'(일본 기상청 태풍정보 속보치 기준)의 태풍으로 최성기를 맞이했고, 11월 4일 오전 9시에 중심기압 970hPa, 최대풍속 36m/s, 강풍 반경 300km의 세력 '강', 크기 '중형'(일본 기상청 태풍정보 속보치 기준)의 최성기 세력 그대로인 상태로 베트남 호치민 북동쪽 약 330km 부근 육상에 상륙하였다. 베트남 상륙 뒤에는 급약화되어서, 11월 4일 오후 9시에 베트남 호치민 북쪽 약 180km 부근 육상에서 중심기압 1000hPa의 열대저압부로 소멸하였다.(한국 기상청 기준으로는 중심기압 998hPa) 담레이는 캄보디아에서 제출한 이름으로 코끼리를 의미한다.

### 제24호 태풍 하이쿠이
2017년 제24호 태풍 하이쿠이(HAIKUI)는 11월 9일 오후 9시에 중심기압 1002hPa, 최대풍속 18m/s, 강풍 반경 70km, 크기 '소형'의 열대폭풍으로 필리핀 마닐라 남남동쪽 약 110km 부근 육상에서 발생하였다.(일본 기상청 태풍정보 속보치 기준) 발생 이후 남중국해에 진출한 뒤 서북서~서진하면서 미미하게 발달해서, 11월 11일 오전 9시에 중국 홍콩 남남동쪽 약 550km 부근 해상에서 중심기압 998hPa, 최대풍속 21m/s, 강풍 반경 170km(북서쪽 반경)의 세력 '약', 크기 '소형'(일본 기상청 태풍정보 속보치 기준)의 열대폭풍으로 최성기를 맞이하였다. 최성기 이후로 서~서남서진하며 급약화되어서, 11월 12일 오후 3시에 베트남 다낭 동북동쪽 약 450km 부근 해상에서 중심기압 1002hPa의 열대저압부로 소멸하였다.(한국 기상청 기준으로는 중심기압 1004hPa) 하이쿠이는 중국에서 제출한 이름으로 말미잘을 의미한다.

### 제25호 태풍 기러기
2017년 제25호 태풍 기러기(KIROGI)는 11월 18일 오전 9시에 중심기압 1000hPa, 최대풍속 18m/s, 강풍 반경 60km, 크기 '소형'의 열대폭풍으로 베트남 호치민 동쪽 약 900km 부근 해상에서 발생하였다.(일본 기상청 태풍정보 속보치 기준) 발생 이후 더 이상 발달하지 않고, 서북서~서진하다가 11월 19일 오전 3시에 베트남 호치민 동쪽 약 510km 부근 해상에서 중심기압 1004hPa의 열대저압부로 소멸하였다.이후 사이클론 오키로 전환된다.(한국 기상청 기준으로는 중심기압 1002hPa) 기러기는 조선민주주의인민공화국에서 제출한 이름으로 기러기를 의미한다.

### 제26호 태풍 카이탁(제명)
2017년 제26호 태풍 카이탁(KAI-TAK)은 12월 14일 오전 9시에 중심기압 1000hPa, 최대풍속 18m/s, 강풍 반경 220km, 크기 '소형'의 열대폭풍으로 필리핀 세부 동북동쪽 약 450km 부근 해상에서 발생하였다.(일본 기상청 태풍정보 속보치 기준) 발생 이후 거의 정체하며 미미하게 발달해서 12월 15일 오후 3시에 필리핀 세부 동북동쪽 약 430km 부근 해상에서 중심기압 996hPa, 최대풍속 21m/s, 강풍 반경 330km의 세력 '약', 크기 '중형'(일본 기상청 태풍정보 속보치 기준)의 열대폭풍으로 최성기를 맞이하였다. 최성기 이후 필리핀 중부 지방을 관통한 뒤에 서~서남서진하면서 남중국해에 진출한 뒤에 서~남서진하면서 12월 21일에 잠시 중심기압 998hPa, 최대풍속 21m/s의 세력으로 미미하게 재발달했다가, 말레이 반도를 향해 서진하며 급약화되어서 12월 22일 오전 9시에 베트남 호치민 남쪽 약 580km 부근 해상에서 중심기압 1004hPa의 열대저압부로 소멸하였다.(한국 기상청 기준으로는 중심기압 1002hPa) 카이탁은 홍콩에서 제출한 이름으로 홍콩의 옛 국제공항인 카이탁 국제공항에서 카이탁을 이름으로 한 것이다. 제명된 카이탁은 원앙을 의미하는 왼윙으로 바뀌었다.

### 제27호 태풍 덴빈(제명)
제27호 태풍 덴빈(TEMBIN)은 2017년 12월 21일 오전 3시에 발생한 태풍이다. 중심기압 1000hPa, 최대풍속 18m/s, 강풍 반경 170km, 크기 '소형'의 열대폭풍으로 필리핀 세부 동남동쪽 약 780km 부근 해상에서 발생하였다. 발생 이후 서~서남서진하면서 필리핀 남부 지방 민다나오섬을 관통하고 나서 남중국해에 진출한 뒤에 발달하였고, 12월 24일 오후 3시에 베트남 호치민 동남동쪽 약 780km 부근 해상에서 중심기압 975hPa, 최대풍속 36m/s, 강풍 반경 390km(북서쪽 반경)의 세력 '강', 크기 '중형'(일본 기상청 태풍정보 속보치 기준)의 태풍으로 최성기를 맞이하였다. 최성기 이후에는 서~서북서진하면서 베트남 남부 지방에 근접하며 급약화되었고, 일본 기상청 기준으로는 12월 26일 오전 9시에 베트남 호치민 남서쪽 약 364km 부근 해상에서 중심기압 1006hPa의 열대저압부로 소멸하였다.한국 기상청 기준으로는 12월 26일 오후 3시에 베트남 호치민 남서쪽 약 370km 부근 해상에서 중심기압 1004hPa의 열대저압부로 소멸하였다. 덴빈은 일본에서 제출한 이름으로 별자리 중에서 천칭자리를 의미한다. 덴빈은 266명이라는 어마어마한 사망자로 작은개자리를 의미하는 '고이누'로 제명되었다.

## 같이 보기
- 2017년 동태평양 허리케인
- 2017년 북인도양 사이클론
- 2017년 북대서양 허리케인
- 2017년 북서태평양 열대저압부